# Eventius
Eventius is de naam van een - waarschijnlijk fictieve - heilige in de Rooms-katholieke Kerk.
Eventius wordt genoemd in verband met de - waarschijnlijk evenzeer fictieve - marteldood van paus Alexander I in 115. Het feest van zowel Alexander als de heiligen Eventius en Theodulus is op 3 mei.

## Legende
De legende (opgetekend in de 13e-eeuwse Legenda aurea) verhaalt dat Alexander veel leden van de Romeinse adel tot het christendom bekeerde. Hieronder bevond zich ook een zekere Hermes. Deze liet zich met zijn gehele huishouding, bestaande uit 2250 personen, dopen. Daarom liet de gouverneur, Aurelianus genaamd, Alexander in de kerker werpen.
Daar gebeurden vele wonderen, en op een gegeven ogenblik kwam er een engel, in de gedaante van een klein kind, dat hem uit de gevangenis begeleidde naar het huis van overste Quirinus, waar Hermes gevangen was gezet. Daar genas hij onder meer Quirinus' dochter Balbina. Dit leidde tot de bekering van Quirinus tot het christendom.
Vervolgens beval Alexander aan zijn priesters, Eventius en Theodulus, dat zij al deze mensen moesten dopen.
Toen Aurelianus dit vernam liet hij Quirinus en Hermes doden en alle gevangenen, inclusief Balbina, in zee werpen. Quirinus en Balbina werden later heilig verklaard.
Vervolgens liet Aurelianus Alexander martelen en hem, samen met Eventius, in een oven gooien. Ook Theodulus voegde zich bij hen, maar de vlammen deerden hen niet. Ze kwamen gezonder uit de oven dan ze erin waren gegaan. Vervolgens werden Eventius en Theodulus onthoofd, en Alexander werd doodgefolterd.
Echter, een stem weerklonk die zei dat voor de martelaren de poorten tot het paradijs, en voor Aurelianus de poorten tot de hel werden geopend, waarop laatstgenoemde ter aarde stortte, van schrik zijn tong afbeet en direct daarna overleed.

## Externe bron
- De legende